# Malachiinae
Malachiinae es una subfamilia de coleópteros polífagos de la familia Melyridae.

## Tribus
- Amalthocini Majer, 2002
- Attalomimini Majer, 1994
- Carphurini Champion, 1923
- Lemphini Wittmer, 1976
- Malachiini Fleming, 1821
- Pagurodactylini Constantin, 2001

Malachiinae incertae sedis
- Elosoma Motshulsky, 1845
- Malachius krueperi Pic, 1909